# Eochaid IV mac Muiredaig
Eochaid IV mac Muiredaig (zm. 503 r.) – król Ulaidu (Ulsteru) z dynastii Dál Fiatach od 479 r. do swej śmierci, syn i następca Muiredacha II Muinderga („z Czerwoną Szyją”), króla Ulaidu.
Po 450 r., okresie zniszczenia Emain Macha, Ulster został odbudowany przez Dál Fiatach w osobie ojca Muiredacha, jako pierwszego historycznego króla. Roczniki Ulsteru enigmatycznie odnotowały konflikt w 496 r. (powtórzone pod 498 r.) zapiskiem expugnatio Duin Lethglaisi („szturm na Downpatrick”), na terenie obecnego hr. Down. Prawdopodobnie doszło do zwycięstwa Dál Fiatach nad dawnymi władcami. Bowiem od tego czasu Downpatrick stanowiło centrum Dál Fiatach przez następne stulecia. W źródłach są rozbieżności do liczby lat rządów Eochaida nad Ulsterem. Księga z Leinsteru podała, że panował dwadzieścia dwa lata („Eochu m[ac] Mur[idaig] xxii.”, MS folio 41c). Natomiast „Tablica Synchronistyczna Laud” podała dwadzieścia trzy lata rządów („Eoch[u] m[ac] Muiredaig .xxiii.”, Laud 610 fo. 116b 12). Roczniki Czterech Mistrzów zanotowały pod rokiem 503, że „Eochaid, syn Muiredacha Muinderga, król Ulaidu, zmarł”.
Trójdzielny żywot św. Patryka zawiera historię, że św. Patryk rzucił klątwę na potomków Eochaida, a pobłogosławił potomków jego brata, Cairella mac Muiredaig. Przyczyną było to, że Eochaid rozkazał utopić dwie dziewice, które chciały służyć Bogu. Brzemienna żona Eochaida rzuciła się do stóp św. Patryka i przyjęła chrzest, by uchronić swe nienarodzone dziecko od przekleństwa. Potomkowie Cairella zmonopolizowali tron Ulsteru. Eochaid pozostawił po sobie potomstwo, w tym syna Aedana. Jego potomkami byli św. Domongort (św. Donard z Slieve Donard) oraz Documa (syn Aedana).